# Hajime Moriyasu
Hajime Moriyasu (født 23. august 1968) er en japansk fodboldspiller.

## Japans fodboldlandshold
| Japans landshold | Japans landshold | Japans landshold |
| År               | Kmp              | Mål              |
| ---------------- | ---------------- | ---------------- |
| 1992             | 7                | 0                |
| 1993             | 15               | 0                |
| 1994             | 4                | 0                |
| 1995             | 6                | 0                |
| 1996             | 3                | 1                |
| Total            | 35               | 1                |